# Рагби клуб Бордо бегл
Бордо бегл (фр. Union Bordeaux Bègles) је француски рагби јунион клуб из Бордоа који се такмичи у Топ 14. Клуб је основан 2006. фузионисањем Стад Бордела и АК Бордо бегл. 
Први тим
Оле Авеј
Секопе Кепу
Заза Наврозашвили
Жан Батист По
Берен Бота
Жандре Маре
Лук Брејд
Метју Кларкин - капитен
Лоан Гужон
Питер Сејли
Хајни Адамс
Пјер Бернар
Блер Конор
Жан-Марслен Битен
Адам Ешли-Купер
Жилијен Ре
Полен Рива
Патрик Тоету
Дарли Домво
Шарл Брус
Батист Серен
Џеферсон Поаро